# Huda Kattan
Huda Kattan (Oklahoma City, 2 oktober 1983) is een Iraaks-Amerikaanse make-up-artist en beautyblogger. Ze is tevens de CEO van haar cosmeticabedrijf HudaBeauty.
Kattan is geboren in Oklahoma City, terwijl haar beide ouders afkomstig zijn uit Irak. Ze volgde een financiële opleiding aan de University of Michigan-Dearborn.

## Carrière
In 2006 verhuisde Huda naar Dubai vanwege haar vaders werk. Enkele jaren later verhuisde ze naar Los Angeles, waar ze een opleiding ging volgen in cosmetica. Ze had daar bekende klanten als Eva Longoria en Nicole Richie. Kattan verhuisde in 2008 weer terug naar Dubai om aan de slag te gaan bij Revlon. In 2010 startte ze met haar blog HudaBeauty, gericht op make-up. Drie jaar later bracht ze nepwimpers uit, haar eerste cosmeticaproduct. Onder de merknaam HudaBeauty werden ze succesvol en werden ze onder andere gedragen door Kim Kardashian. Later bracht ze ook andere producten op de markt, zoals foundation, lippenstift en oogschaduw.

## Sociale media
Kattan heeft in 2019 40 miljoen volgers op haar Instagram-pagina. Ze stond in 2017 op de eerste plaats van de Influencer Instagram Rich List: ze verdiende $ 18.000 per gesponsorde post op Instagram. Kattan is tevens omschreven als "a Kim Kardashian West of the beauty influencer economy" en is door Forbes Magazine uitgeroepen tot een van de tien meest machtige influencers op het gebied van beauty. Time Magazine noemde haar in 2017 een van de 25 meest invloedrijke personen op internet.
In 2018 kreeg Kattan een reality-serie op Facebook Watch.

## Persoonlijk leven
Huda Kattan is getrouwd met Chris Goncalo. In 2011 kreeg het stel een kindje.

## Referentie
Dit artikel, of een eerdere versies ervan, is onder de CC BY-SA-licentie vertaald van de Engelstalige Wikipedia.